# Тиртей
Тиртей (др.-греч. Τυρταῖος) — греческий поэт VII века до н. э.
По распространенному в древности преданию, спартанцы, угнетаемые поражениями во Второй Мессенской войне, обратились по внушению оракула к Афинам с просьбою дать им полководца. Афиняне в насмешку послали им хромого школьного учителя Тиртея, но он сумел воспламенить сердца спартанцев своими песнями, вдохнул в них несокрушимую отвагу и тем доставил им торжество над врагами.
Стихотворения Тиртея, по свидетельству древних грамматиков, были изданы в пяти книгах. «Благоустройство» (ευνομία), наиболее прославленная элегия Тиртея — поэма на ионийском наречии, состоявшая из длинного ряда элегических двустиший. От неё уцелели небольшие отрывки, восполняемые сведениями о её содержании у Аристотеля (Политика, V, 6, 2) и Павсания (IV, 18, 1). Поэма прославляла законность и благоустройство, установленное издревле самими богами и потрясенное мессенскими войнами и раздорами внутри спартанской общины. Распределение власти между царями, старейшинами и народом исходит от Аполлона и было возвещено дельфийским оракулом (фрагм. 4). Заключением поэмы служило воззвание к патриотизму и мужеству всего спартанского народа во имя благ, неразлучных с царством закона и порядка. «Корыстолюбие, ничто иное погубит Спарту», — гласит один из стихов поэмы. По содержанию к «Благоустройству» Тиртея близка политическая элегия Солона.
Другие элегии Тиртея известны под именем «Увещаний» (υποθηκαί), как назывались и некоторые из Солоновских стихотворений. Благодаря оратору Ликургу и Стобею до нас дошли три значительных отрывка элегий в 30—40 стихов каждый. Они близки друг к другу не только по общему воинственному тону, но и по отдельным чертам, какими рисуются храбрый воин и трус на поле брани, участь того и другого при жизни и по смерти, участь детей обоих и всего их потомства; советы, предостережения и обещания перемежаются с ярко очерченными образами сражающихся, или павших в бою, или бежавших с поля сражения, или благополучно возвратившихся домой после победы. Основной мотив двух «увещаний» — противопоставление героя и труса, превознесение одного и беспощадное осуждение другого. В элегиях Тиртея слышится звон оружия, смятение битвы, но вместе с тем и уверенность в победе, если воины последуют внушению поэта. В историческое время не одни спартанцы, но и афиняне находили эти стихотворения пригодными для воспитания в юношах военной доблести и неустрашимости перед врагом.
Будем за родину храбро стоять и, детей защищая,

Ляжем костьми, не щадя жизни в отважном бою.

Юноши, бейтесь же, стоя рядами, не будьте примером

Бегства постыдного иль трусости жалкой другим.

Дух сохраняйте в груди навсегда удалой и могучий

И не жалейте души, выйдя с врагами на бой…

Пусть же, широко шагнув и ногами упершися в землю,

Каждый на месте стоит, губы зубами прижав.

                        (Из учебника: Коровкин Ф. П. История древнего мира. — М., 1980, с. 127).
Так как потомки вы все необорного в битвах Геракла,

    Будьте бодры, ещё Зевс не отвратился от нас!

Вражеских полчищ огромных не бойтесь, не ведайте страха,

    Каждый пусть держит свой щит прямо меж первых бойцов,

Жизнь ненавистной считая, а мрачных посланниц кончины —

    Милыми, как нам милы солнца златые лучи!
Стихотворения Тиртея, написанные в стиле ионийской элегии и во многом перекликающиеся с греческим эпосом, содержат хвалу спартанским учреждениям, мифы, освящающие строй спартанской общины, призывы к сохранению «доброго порядка», прославление воинской доблести и описание жалкой участи труса. Безыскусные, но сильные стихи Тиртея служили у спартанцев военными песнями.